# Supercopa de Italia 2006
La Supercopa de Italia 2006 fue la 19.ª edición de la Supercopa de Italia, que enfrentó al ganador de la Serie A 2005-06, el F. C. Internazionale y de la Copa Italia 2005-06, la A. S. Roma. El partido se disputó el 26 de agosto de 2006 en el Estadio Giuseppe Meazza en Milán.
El Inter ganó el partido, con resultado de 4-3 después el periodo suplementario.

## Equipos participantes
| F. C. Internazionale |  |  |  | Campeón de la Serie A 2005-06     |
| A. S. Roma           |  |  |  | Campeón de la Copa Italia 2005-06 |

## Ficha del Partido
| 1          | POR        | Francesco Toldo    |      |
| 4          | DEF        | Javier Zanetti     |      |
| 23         | DEF        | Marco Materazzi    |      |
| 25         | DEF        | Walter Samuel      |      |
| 11         | DEF        | Fabio Grosso       | 54'  |
| 7          | MED        | Luís Figo          |      |
| 14         | MED        | Patrick Vieira     |      |
| 19         | MED        | Esteban Cambiasso  |      |
| 5          | MED        | Dejan Stanković    | 106' |
| 10         | DEL        | Adriano            | 61'  |
| 8          | DEL        | Zlatan Ibrahimović |      |
| Entrenador | Entrenador | Roberto Mancini    |      |

| 32         | POR        | Doni               |     |
| 2          | DEF        | Christian Panucci  |     |
| 5          | DEF        | Philippe Mexès     |     |
| 13         | DEF        | Christian Chivu    |     |
| 25         | DEF        | Leandro Cufré      |     |
| 16         | MED        | Daniele De Rossi   |     |
| 8          | MED        | Alberto Aquilani   | 81' |
| 11         | MED        | Rodrigo Taddei     | 66' |
| 20         | MED        | Simone Perrotta    |     |
| 30         | MED        | Alessandro Mancini |     |
| 10         | DEL        | Francesco Totti    | 72' |
| Entrenador | Entrenador | Luciano Spalletti  |     |

| 13 | DEF | Maicon          | 54'  |
| 18 | DEL | Hernán Crespo   | 61'  |
| 15 | MED | Olivier Dacourt | 106' |

| 77 | DEF | Marco Cassetti | 66' |
| 15 | DEL | Mido           | 72' |
| 22 | DEF | Max Tonetto    | 81' |

| Anotado | 18' | Patrick Vieira | 1–3 |
| Anotado | 65' | Hernán Crespo  | 2-3 |
| Anotado | 74' | Patrick Vieira | 3–3 |
| Anotado | 94' | Luís Figo      | 4–3 |

| Anotado | 13' | Mancini          | 0–1 |
| Anotado | 25' | Alberto Aquilani | 0-2 |
| Anotado | 34' | Alberto Aquilani | 0-3 |

| Amonestado | 14' | Esteban Cambiasso |
| Amonestado | 30' | Patrick Vieira    |
| Amonestado | 80' | Maicon            |

| Amonestado | 44'  | Rodrigo Taddei |
| Amonestado | 70'  | Marco Cassetti |
| Amonestado | 119' | Mido           |

| Expulsado | 100' | Christian Chivu |

| Árbitro             | Massimiliano Saccani |
| Árbitros asistentes |                      |
|                     |                      |
| Cuarto Árbitro      |                      |

| 1          | POR        | Francesco Toldo    |      |
| 4          | DEF        | Javier Zanetti     |      |
| 23         | DEF        | Marco Materazzi    |      |
| 25         | DEF        | Walter Samuel      |      |
| 11         | DEF        | Fabio Grosso       | 54'  |
| 7          | MED        | Luís Figo          |      |
| 14         | MED        | Patrick Vieira     |      |
| 19         | MED        | Esteban Cambiasso  |      |
| 5          | MED        | Dejan Stanković    | 106' |
| 10         | DEL        | Adriano            | 61'  |
| 8          | DEL        | Zlatan Ibrahimović |      |
| Entrenador | Entrenador | Roberto Mancini    |      |

| 32         | POR        | Doni               |     |
| 2          | DEF        | Christian Panucci  |     |
| 5          | DEF        | Philippe Mexès     |     |
| 13         | DEF        | Christian Chivu    |     |
| 25         | DEF        | Leandro Cufré      |     |
| 16         | MED        | Daniele De Rossi   |     |
| 8          | MED        | Alberto Aquilani   | 81' |
| 11         | MED        | Rodrigo Taddei     | 66' |
| 20         | MED        | Simone Perrotta    |     |
| 30         | MED        | Alessandro Mancini |     |
| 10         | DEL        | Francesco Totti    | 72' |
| Entrenador | Entrenador | Luciano Spalletti  |     |

| 13 | DEF | Maicon          | 54'  |
| 18 | DEL | Hernán Crespo   | 61'  |
| 15 | MED | Olivier Dacourt | 106' |

| 77 | DEF | Marco Cassetti | 66' |
| 15 | DEL | Mido           | 72' |
| 22 | DEF | Max Tonetto    | 81' |

| Anotado | 18' | Patrick Vieira | 1–3 |
| Anotado | 65' | Hernán Crespo  | 2-3 |
| Anotado | 74' | Patrick Vieira | 3–3 |
| Anotado | 94' | Luís Figo      | 4–3 |

| Anotado | 13' | Mancini          | 0–1 |
| Anotado | 25' | Alberto Aquilani | 0-2 |
| Anotado | 34' | Alberto Aquilani | 0-3 |

| Amonestado | 14' | Esteban Cambiasso |
| Amonestado | 30' | Patrick Vieira    |
| Amonestado | 80' | Maicon            |

| Amonestado | 44'  | Rodrigo Taddei |
| Amonestado | 70'  | Marco Cassetti |
| Amonestado | 119' | Mido           |

| Expulsado | 100' | Christian Chivu |

| Árbitro             | Massimiliano Saccani |
| Árbitros asistentes |                      |
|                     |                      |
| Cuarto Árbitro      |                      |

| Supercopa de Italia              |
|                                  |
| Campeón Internazionale 3º título |